# Берчени, Миклош
Граф Миклош Берчени (венг. Bercsényi Miklós, словац. Mikuláš Berčéni; 6 декабря 1665, замок Тематин, Венгерское королевство (ныне западная Словакия) — 6 ноября 1725, Текирдаг, Османская империя (ныне Турция)) — один из лидеров антигабсбургской национально-освободительной войны венгерского народа 1703—1711 годов, генерал-майор повстанческих сил под руководством Ференца II Ракоци.

## Биография
Миклош Берчени родился в родовом замке Тематин, став его последним владельцем. Учился в иезуитской коллегии в городе Трнаве, затем там же в университете на факультете семи вольных искусств. Окончил обучение при дворе палатина Венгрии князя Пала Эстерхази.
После Венской битвы 1683 года служил в императорской армии и участвовал в боях против Османской империи. Проявил себя в войне с турками. С 1685 года был капитаном в Шаля, в 1686 году при осаде Вены был произведен в полковники.
В 1689 году получил от императора Леопольда I Габсбурга графский титул. В 1688—1693 занимал должность заместителя военачальника банских городов, а в 1696—1697 году был главным военным комиссаром 13 залоговых спишских городов Польши..
Женился на Кристине Другет, представительнице венгерских феодальных магнатов, владевших среди прочего и Ужгородом. После смерти жены и последнего представителя мужской линии Другетов, корбавского епископа графа Балинта Другета (1691) добился должности жупана комитата Унг, а в 1692 и передачи в его собственность за огромную по тем временам сумму в 175 000 флоринов бывших имений Другетов, в том числе и их родового гнезда — Ужгородского замка. В это время ему было всего 22 года и он воспитывал 3-х детей. Осенью 1694 он обручился с 40-летней, но очень красивой и богатой дочерью государственного судьи Иштвана Чаки Кристиной.
Берчени с помощью французских военных инженеров и хорватского специалиста Стубича провел последние перестройки Ужгородского замка, которые придали ему современный вид. Во второй половине 1690-х годов граф Берчени познакомился с Ференцем Ракоци. В 1698 году стал одним из инициаторов заговора, направленного на свержение власти Габсбургов при помощи французского короля Людовика XIV. После раскрытия заговора Миклош Берчени был арестован, но бежал в Польшу, где продолжал готовить восстание. Он хотел убедить короля Швеции Карла XII поддержать восстание в Венгрии.
Когда в 1703 году вспыхнула национально-освободительная война венгров против австрийской монархии Габсбургов, Берчени пришел на помощь Ракоци во главе польских отрядов и наемников, набранных в Молдавии, и с самого начала был вторым человеком в руководстве, главнокомандующий куруцкой армией в чине генерал-майора. В течение восьми лет он почти постоянно находился на войне и руководил боевыми действиями, а также выполнял военно-организационные задачи. Кроме того, он был одним из самых доверенных советников князя в дипломатии. Берчени знал славянские языки и в 1707 г. возглавлял делегацию, которая вела переговоры с послом Петра I о поддержке. В то время и позже он показал себя ярым сторонником русской ориентации, в отличие от Ракоци, который больше ориентировался на шведов и французов.
28 мая 1704 года разгромил австрийский отряд генерала Иоганна фон Ричана в сражении при Смоленице. Участвовал в сражении при Тренчине в 1708 и был ранен. После неудачного исхода битвы собрал разрозненную кавалерию куруцкой армии в Сечени и доблестно сражался в дальнейших кампаниях. В 1710 году он отправился в Польшу, чтобы добиться помощи России, но безуспешно.
Он не принял Сатмарского мира и жил в Бережанском замке в Польше в 1711—1716 годах. Его владения отошли королевской казне. В 1716 году по приглашению султана он отправился в Хотин и в лагерь великого визиря на Нижнем Дунае, с союзными ему повстанцами, а в 1717 году вторгся в Венгрию с 20 000 турок у Орсова. Он двинулся от Мехадии к Факсету, но был вынужден отступить, так как не смог организовать ещё одно восстание против Габсбургов. Такой же неудачей закончилось ещё одно нападение на Трансильванию, вошедшее в историю как последнее татарское нашествие.
После этой кампании, когда в 1718 году император Карл вступил в мирные переговоры с турками, имперские уполномоченные потребовали выдачи Ракоци и Берчени, на что султан Ахмед III наотрез отказался. Берчени умер в Родосто в 1725 году.
От первого брака у него родился сын Ласло (1689—1778), который позже стал маршалом Франции.